# ホリユウスケ
ホリ ユウスケ（1976年10月20日 - ）は、日本の漫画家。男性。山口県下関市出身。都留文科大学卒業。
画家の堀晃（ほり ひかる）を父に持つ。

## 来歴
- 1999年、第5回MANGA OPEN 青木雄二賞受賞。
- 2001年4月から2002年3月、藤子スタジオ勤務。
- 2004年より漫画家として独立。

## その他
- 漫画家・イラストレーターの西アズナブルは大学の同級生にあたる。
- 大学時代、陶芸家の園阿莉（そのあり）の工房で陶芸作品のアシスタントのバイトを務める。

## 作品リスト

### 漫画作品
- ホリコ学園 - 平和出版「月刊BOOP」「月刊SHOW GAKKOエクストラ」などで連載。2004年～2005年頃。
- ピス太郎シリーズ -  コアマガジン「BURST」にて連載。
- ドラッグの万華鏡 - データハウス刊。文：ズ-ムイン麻。
- ドラッグの教科書 - データハウス刊。文：久保象。
- チャンス一郎のゴーイングアンダーグラウンド - サン出版「月刊ドント」にて連載。ルポ漫画。
- 十五童貞漂流記 - 秋田書店「ヤングチャンピオン」にて連載。単行本全2巻。
- まるたろう - 秋田書店「ヤングチャンピオン」にて連載。
- ショートギャグ・お母さんシリーズ - 秋田書店「ヤングチャンピオン烈」にて連載。
- 日本一探訪記 - リクルート「R25」にて連載。ルポ漫画。2008年～2010年頃。
- 長塚ヘルス - 秋田書店「月刊少年チャンピオン」にて不定期掲載。
- シャッフル学園 - 秋田書店「月刊少年チャンピオン」にて連載。

### 書籍カバー・イラストなど
- パチスロ川柳 - 辰巳出版刊。
- 違法コピー職人たち - コアマガジン刊。
- もし江姫がツイッターをはじめたら - データハウス刊。

## 師匠
- 藤子不二雄Ⓐ